# Carl Karsten (Metallurge)

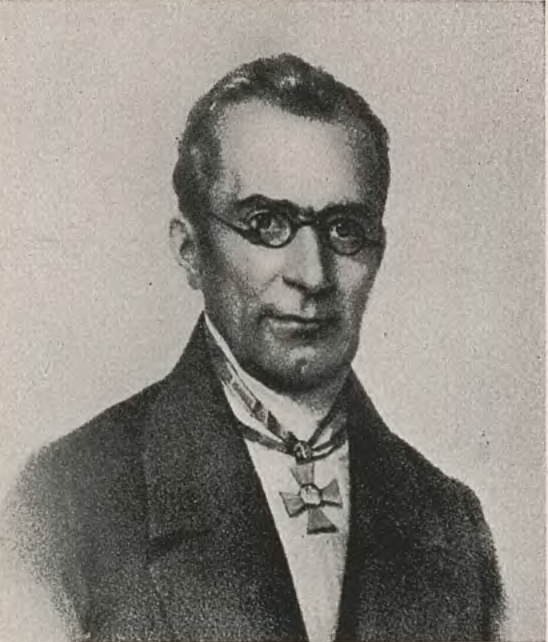
Carl Karsten

Carl Johann Bernhard Karsten, auch Karl Karsten (* 26. November 1782 in Bützow; † 22. August 1853 in Schöneberg) war ein deutscher Mineraloge und Metallurge.

## Familie
Carl Karsten (Nr. 7-2 der mit seinem Großvater beginnenden Geschlechtszählung) war der zweite Sohn des Agrarwissenschaftlers Lorenz Karsten. Er war seit dem 1. August 1808 mit Adelaide Rosenstiel (1788–1861) verheiratet, einer Tochter von Friedrich Philipp Rosenstiel, Direktor der Königlichen Porzellanmanufaktur (KPM) in Berlin. Adelaides ältere Schwester Henriette wurde 1817 die zweite Frau des Graphikers und Bildhauers Johann Gottfried Schadow, der Karsten später Teile seiner Erinnerungen diktierte.
Carl und Adelaide Karsten hatten sieben Kinder, darunter Hermann Karsten (1809–1877), Professor der Mathematik und Mineralogie in Rostock, Gustav Karsten, Professor der Physik in Kiel, beschäftigte sich mit der Physik der Meere, und Lorenz Karsten, Justizrat in Berlin. Die beiden letztgenannten waren auch Landtagsabgeordnete.

## Leben
Carl Karsten studierte zunächst in Rostock die Rechte, später Medizin, wandte sich dann aber der Metallurgie und der Bergbaukunde zu. Nachdem er in verschiedenen Stellungen in Schlesien war, wurde er 1819 als Geheimer Oberbergrat in das Innenministerium nach Berlin berufen.
In der Folgezeit hat Karsten viel zur Entwicklung des Hüttenwesens in Deutschland beigetragen; insbesondere die Entstehung der Zinkindustrie in Schlesien ist auf ihn zurückzuführen. Er veröffentlichte zahlreiche Bücher zur Hüttenkunde und zum Bergbau.
Karsten und Rudolf von Carnall begründeten im Dezember 1848 als stellvertretende Vorsitzende mit Leopold von Buch (1. Vorsitzender), den Schriftführern Heinrich Ernst Beyrich, Julius Ewald, Heinrich Girard und Gustav Rose, dem Schatzmeister Friedrich Tamnau, dem Archivar Carl Rammelsberg und weiteren 40 Teilnehmer der konstituierenden Sitzung die Deutsche Geologische Gesellschaft.
1822 wurde er als ordentliches Mitglied in die Preußische Akademie der Wissenschaften aufgenommen. Im Jahr 1826 wurde er zum Mitglied der Leopoldina und 1845 zum auswärtigen Mitglied der Göttinger Akademie der Wissenschaften gewählt.
Carl Karsten trat 1851 in den Ruhestand und starb im Alter von 70 Jahren in Schöneberg bei Berlin. Beigesetzt wurde er auf dem Dreifaltigkeitsfriedhof vor dem Potsdamer Tor. Das Grab ging spätestens bei der Einebnung des Friedhofs im Jahr 1922 verloren.

## Auszeichnungen
- Eisernes Kreuz am weißen Bande (1813)
- Roter Adlerorden 3. Klasse
- 1845: Roter Adlerorden 2. Klasse mit Eichenlaub

## Schriften
- Archiv für Bergbau und Hüttenwesen 20 Bde. Berlin (1818–1831) als Herausgeber
- Metallurgische Reise durch einen Teil von Bayern und Österreich. Curt, Halle 1821. (Digitalisat)
- Untersuchungen über die kohligen Substanzen des Mineralreichs überhaupt, und über die Zusammensetzung der in der Preussischen Monarchie verkommenden Steinkohlen. Reimer, Berlin 1826. (Digitalisat)
- Über das Erz führende Kalkstein-Gebirge in der Gegend von Tarnowitz. Berlin (1826)
- Grundriß der deutschen Bergrechtslehre mit Rücksicht auf die französische Bergwerksgesetzgebung. Haude & Spener, Berlin 1828. (Digitalisat)
- Archiv für Mineralogie, Geognosie, Bergbau und Hüttenkunde. 26 Bde. Berlin (1829–1854), seit dem 11. Bd. gemeinsam mit Heinrich von Dechen Herausgeber
- System der Metallurgie. 5 Bände. Reimer, Berlin 1831–1832. (Digitalisat Band 1), (Band 2), (Band 3). (Band 4), (Band 5)
- Handbuch der Eisenhüttenkunde. 5 Bände. Curt, Halle 1841. (Digitalisat Band 1). (Band 2, 3.Aufl. Reimer, Berlin 1841) (Band 3, Laue, Berlin 1827), (Band 4, 3. Aufl. 1841), (Band 5, 3. Aufl. 1841)
- Philosophie der Chemie. Reimer, Berlin 1843. (Digitalisat)
- Lehrbuch der Salinenkunde. 2 Bände. Reimer, Berlin 1846. (Digitalisat Band 1), (Band 2) Nachdruck: Olms, Hildesheim 1999, Bd. 1 ISBN 3-487-10962-X, Bd. 2 ISBN 3-487-10963-8